# Кирказоновые
Кирказо́новые (лат. Aristolochiáceae) — семейство растений класса Двудольные.
Насчитывает 7 родов и 616 видов, распространённых главным образом в тропических (центр Индонезия), реже субтропических и некоторых умеренных областях, особенно в северных.

## Ботаническое описание
Кирказоновые — вечно- или летнезелёные растения; по большей части травы и полукустарники с ползучими или вьющимися стеблями; многие чужеядны.
Все растения снабжены очерёдными цельными листьями, редко 3—5-надрезными без прилистников.
Цветки обоеполые с простым трубчатым и неправильным околоцветником, сидящим на нижней завязи. Число тычинок и лопастей венчика изменчиво у разных родов. Формула цветка: {\displaystyle \ P_{3-6}\;A_{(3-5)}\;_{6-12}\;G_{(4-6)}}.
Плод — коробочка.

## Роды
Семейство включает три подсемейства, в которые входят следующие роды:
- Asaroideae Kostel. (1833)
  - Asarum — Копытень (121[4] вид; распространены преимущественно в умеренной зоне Северного полушария)
  - Saruma (1 вид, Юго-Западный Китай),
- Aristolochioideae Link (1829) — Кирказоновые — роды распространены в первую очередь в тропиках
  - Aristolochia — Кирказон (485[5] видов)
  - Euglypha — Эвглифа (1 вид, Парагвай)
  - Heterotropa (2 вида)
  - Hexastylis (1 вид)
  - Pararistolochia (10 видов)
  - Thottea (3 вида)
- Hydnoroideae Walp. (1852) — Гидноровые
  - Hydnora Thunb. — Гиднора (7 видов)
  - Prosopanche de Bary — Прозопанхе (7 видов)